# Pulp (rivista)
Pulp Libri o più semplicemente Pulp (inizialmente col sottotitolo di Letterature di fine millennio, poi rimosso), è una rivista bimestrale dedicata ai libri e all'editoria. A partire dal 2018 è diventata una rivista online.

## Storia e caratteristiche
Fu fondata a Pavia nell'aprile del 1996 da Claudio Sorge come costola della rivista musicale Rumore, della quale conservava la grafica innovativa. La rivista è stata coordinata per un breve periodo da Claudio Galluzzi e da Fabio Zucchella fino al 1997; dopo la prematura scomparsa di Claudio Galluzzi, Pulp Libri è stata guidata da Fabio Zucchella fino all'ultimo numero. Pulp Libri ha cessato di esistere, come rivista stampata in vendita nelle edicole, dopo 104 numeri e diciassette anni, nel luglio del 2013.
Nel panorama delle riviste letterarie si distingueva per «l'assolutezza critica (cioè l'assenza di calcolo o tornaconto), l'anarchia metodologica, il convincimento che si debba combattere per l'idea, anziché lasciar perdere secondo comode nenie fataliste, fosse solo per una questione di stile, di condotta, di etica»; era inoltre caratterizzata da una voluta mescolanza di registri e da estrema libertà critica, componendosi perlopiù di interviste e profili, inediti e recensioni (sino a cinquanta per numero), recensioni brevi ma «mai banali o compiacenti».
Tra le firme vi erano scrittori, docenti, intellettuali (fra i quali Culicchia, Evangelisti, Lucarelli, Paris, Philopat, Saviano , Scarpa, Paco Ignacio Taibo II e Paul Virilio) e tutta una leva di giovani critici.
Per prima ha avvertito l'importanza del noir francese, l'affermarsi della novela negra, sino alla nascita in Italia della nuova narrativa legata al precariato e alla crisi (è stata, tra l'altro, la prima rivista italiana a intervistare David Foster Wallace). Altri suoi ambiti d'interesse sono stati la letteratura di genere (horror, fantascienza, infanzia), quella di consumo, nonché le contaminazioni tra letteratura e musica, sempre colte da un'angolazione giovane e anticonformista.
Nel luglio del 2017 un gruppo di collaboratori storici della rivista ha attivato una pagina Facebook denominata PULP Libri - Rivista di letteratura, sulla quale hanno pubblicato recensioni, articoli e notizie. A seguito dell'interesse suscitato tra vecchi e nuovi lettori, a partire dal 4 giugno 2018 PULP Libri è diventata una rivista online, sulla quale pubblicano parte delle firme storiche affiancate da nuovi collaboratori, che mantiene il programma e la linea editoriale della pubblicazione a stampa. La rivista, diretta da Domenico Gallo, è diventata un quotidiano e pubblica ogni giorno un contributo su un libro o su un autore.